# Liste des matchs de l'équipe d'Union soviétique de football par adversaire
Cette liste présente les matchs de l'Équipe d'Union soviétique de football par adversaire rencontré.
- Haut – A
- B
- C
- D
- E
- F
- G
- H
- I
- J
- K
- L
- M
- N
- O
- P
- Q
- R
- S
- T
- U
- V
- W
- X
- Y
- Z

## A

### Algérie
Confrontations entre l'équipe d'Algérie de football et l'URSS.
| Date              | Lieu                    | Match          | Score | Compétition  |
| 1er novembre 1964 | Constantine Algérie     | Algérie - URSS | 0-1   | Match amical |
| 4 novembre 1964   | Alger Algérie           | Algérie - URSS | 2-2   | Match amical |
| 23 mai 1971       | Moscou Union soviétique | URSS - Algérie | 7-0   | Match amical |

Bilan
- Total de matchs disputés : 3
- Victoires de l'équipe d'URSS : 2
- Victoires de l'équipe d'Algérie : 0
- Matchs nuls : 1

### RDA
| Date             | Lieu                                  | Match      | Score | Compétition                                |
| ---------------- | ------------------------------------- | ---------- | ----- | ------------------------------------------ |
| 17 août 1960     | Leipzig ( Allemagne de l'Est)         | RDA - URSS | 0 - 1 | Match amical                               |
| 3 mai 1962       | Moscou ( Union soviétique)            | URSS - RDA | 2 - 1 | Match amical                               |
| 23 octobre 1966  | Moscou ( Union soviétique)            | URSS - RDA | 2 - 2 | Match amical                               |
| 25 juillet 1969  | Leipzig ( Allemagne de l'Est)         | RDA - URSS | 2 - 2 | Match amical                               |
| 17 octobre 1973  | Leipzig ( Allemagne de l'Est)         | RDA - URSS | 1 - 0 | Match amical                               |
| 28 juillet 1977  | Leipzig ( Allemagne de l'Est)         | RDA - URSS | 2 - 1 | Match amical                               |
| 5 septembre 1979 | Moscou ( Union soviétique)            | URSS - RDA | 1 - 0 | Match amical                               |
| 7 mai 1980       | Rostock ( Allemagne de l'Est)         | RDA - URSS | 2 - 2 | Match amical                               |
| 5 mai 1982       | Moscou ( Union soviétique)            | URSS - RDA | 1 - 0 | Match amical                               |
| 26 juillet 1983  | Leipzig ( Allemagne de l'Est)         | RDA - URSS | 1 - 3 | Match amical                               |
| 29 avril 1987    | Kiev ( Union soviétique)              | URSS - RDA | 2 - 0 | Qualifications pour l'Euro 1988            |
| 10 octobre 1987  | Berlin ( Allemagne de l'Est)          | RDA - URSS | 1 - 1 | Qualifications pour l'Euro 1988            |
| 26 avril 1989    | Kiev ( Union soviétique)              | URSS - RDA | 3 - 0 | Qualifications pour la Coupe du monde 1990 |
| 8 octobre 1989   | Karl-Marx-Stadt ( Allemagne de l'Est) | RDA - URSS | 2 - 1 | Qualifications pour la Coupe du monde 1990 |

Bilan :
- Total de matchs disputés : 14
- Victoires de l'équipe d'Allemagne de l'Est : 3
- Victoires de l'équipe d'URSS : 7
- Matchs nuls : 4

### RFA
| Date              | Lieu                                       | Match            | Score | Compétition                       |
| 21 août 1955      | Moscou Union soviétique                    | URSS - RFA       | 3-2   | Match amical                      |
| 15 septembre 1956 | Hanovre Allemagne de l'Ouest               | RFA - URSS       | 1-2   | Match amical                      |
| 25 juillet 1966   | Liverpool Angleterre                       | RFA - URSS       | 2-1   | Coupe du monde 1966 (demi-finale) |
| 26 mai 1972       | Munich Allemagne de l'Ouest                | RFA - URSS       | 4-1   | Match amical                      |
| 18 juin 1972      | Bruxelles Belgique                         | RFA - URSS       | 3-0   | Euro 1972 (finale)                |
| 5 septembre 1973  | Moscou Union soviétique                    | URSS - RFA       | 0-1   | Match amical                      |
| 8 mars 1978       | Francfort-sur-le-Main Allemagne de l'Ouest | RFA - URSS       | 1-0   | Match amical                      |
| 21 novembre 1979  | Tbilissi Union soviétique                  | URSS - RFA       | 1-3   | Match amical                      |
| 28 mars 1984      | Hanovre Allemagne de l'Ouest               | RFA - URSS       | 2-1   | Match amical                      |
| 28 août 1985      | Moscou Union soviétique                    | URSS - RFA       | 1-0   | Match amical                      |
| 21 septembre 1988 | Düsseldorf Allemagne de l'Ouest            | RFA - URSS       | 1-0   | Match amical                      |
| 27 mars 1991      | Francfort-sur-le-Main Allemagne            | Allemagne - URSS | 2-1   | Match amical                      |

Bilan
- Total de matchs disputés : 12
- Victoires de l'équipe de RFA : 9
- Victoires de l'équipe d'URSS : 3
- Matchs nuls : 0

### Allemagne unifiée
Confrontations entre les équipes d'Allemagne unifiée et d'URSS de football :
| Date             | Lieu                | Match                    | Score | Compétition         |
| 24 novembre 1956 | Melbourne Australie | Allemagne unifiée - URSS | 1-2   | JO 1956 (Melbourne) |

Bilan
- Total de matchs disputés : 1
- Victoires de l'équipe d'Allemagne unifiée : 0
- Victoires de l'équipe d'URSS : 1
- Matchs nuls : 0

### Angleterre
Confrontations entre l'équipe d'Angleterre de football et l'Équipe d'Union soviétique de football en matchs officiels :
| Date            | Lieu                                       | Match             | Score | Compétition                         |
| 18 mai 1958     | Moscou Union soviétique                    | URSS - Angleterre | 1-1   | Match amical                        |
| 8 juin 1958     | Göteborg Suède                             | URSS - Angleterre | 2-2   | Coupe du monde 1958 (Groupe D)      |
| 17 juin 1958    | Göteborg Suède                             | URSS - Angleterre | 1-0   | Coupe du monde 1958 (Match d'appui) |
| 22 octobre 1958 | Londres Angleterre                         | Angleterre - URSS | 5-0   | Match amical                        |
| 6 décembre 1967 | Londres Angleterre                         | Angleterre - URSS | 2-2   | Match amical                        |
| 8 juin 1968     | Rome Italie                                | Angleterre - URSS | 2-0   | Euro 1968 (Match pour la 3e place)  |
| 10 juin 1973    | Moscou Union soviétique                    | URSS - Angleterre | 1-2   | Match amical                        |
| 2 juin 1984     | Londres Angleterre                         | Angleterre - URSS | 0-2   | Match amical                        |
| 26 mars 1986    | Tbilissi Union soviétique                  | URSS - Angleterre | 0-1   | Match amical                        |
| 18 juin 1988    | Francfort-sur-le-Main Allemagne de l'Ouest | URSS - Angleterre | 3-1   | Euro 1988 (Groupe B)                |
| 21 mai 1991     | Londres Angleterre                         | Angleterre - URSS | 3-1   | Match amical                        |

Bilan
- Total de matchs disputés : 11
- Victoires de l'équipe d'Angleterre : 5
- Victoires de l'équipe d'URSS : 3
- Matchs nuls : 3

### Argentine
| Date              | Lieu                        | Match            | Score | Compétition                            |
| 24 juin 1961      | Moscou Union soviétique     | URSS - Argentine | 0-0   | amical                                 |
| 18 novembre 1961  | Buenos Aires Argentine      | Argentine - URSS | 1-2   | amical                                 |
| 1er décembre 1965 | Buenos Aires Argentine      | Argentine - URSS | 1-1   | amical                                 |
| 2 juillet 1972    | Belo Horizonte Brésil       | Argentine - URSS | 1-0   | Tournoi amical                         |
| 20 mars 1976      | Kiev Union soviétique       | URSS - Argentine | 0-1   | amical                                 |
| 28 novembre 1976  | Buenos Aires Argentine      | Argentine - URSS | 0-0   | amical                                 |
| 4 décembre 1980   | Mar del Plata Argentine     | Argentine - URSS | 1-1   | amical                                 |
| 14 avril 1982     | Buenos Aires Argentine      | Argentine - URSS | 1-1   | amical                                 |
| 31 mars 1988      | Berlin Allemagne de l'Ouest | Argentine - URSS | 2-4   | Tournoi des 4 nations                  |
| 13 juin 1990      | Naples Italie               | Argentine - URSS | 2-0   | Coupe du monde 1990 (phase de groupes) |
| 23 mai 1991       | Manchester Angleterre       | Argentine - URSS | 1-1   | Tournoi amical                         |

Bilan
- Total de matchs disputés : 11
- Victoires de l'équipe d'Argentine : 3
- Victoires de l'équipe d'URSS : 2
- Matchs nuls : 6

## B

### Belgique
Confrontations entre l'équipe de Belgique de football et l'équipe d'URSS de football.
| Date             | Lieu                    | Match           | Score     | Compétition                               |
| 22 mai 1966      | Bruxelles Belgique      | Belgique - URSS | 0-1       | Match amical                              |
| 22 avril 1968    | Moscou Union soviétique | URSS - Belgique | 1-0       | Match amical                              |
| 6 juin 1970      | Mexico Mexique          | Belgique - URSS | 1-4       | Coupe du monde 1970 (phase de groupes)    |
| 1er juillet 1982 | Barcelone Espagne       | Belgique - URSS | 0-1       | Coupe du monde 1982 (second tour)         |
| 15 juin 1986     | León Mexique            | Belgique - URSS | 4-3 (a.p) | Coupe du monde 1986 (huitièmes de finale) |

Bilan
- Total de matchs disputés : 5
- Victoires de l'équipe d'URSS : 4
- Victoires de l'équipe de Belgique : 1
- Matchs nuls : 0

### Brésil
Confrontations entre l'équipe du Brésil de football et l'équipe d'URSS de football :
| Date              | Lieu           | Match         | Score | Compétition                    |
| 15 juin 1958      | Göteborg       | Brésil - URSS | 2-0   | Coupe du monde 1958 (Groupe D) |
| 4 juillet 1965    | Moscou         | URSS - Brésil | 0-3   | Match amical                   |
| 21 novembre 1965  | Rio de Janeiro | Brésil - URSS | 2-2   | Match amical                   |
| 21 juin 1973      | Moscou         | URSS - Brésil | 0-1   | Match amical                   |
| 1er décembre 1976 | Rio de Janeiro | Brésil - URSS | 2-0   | Match amical                   |
| 15 juin 1980      | Rio de Janeiro | Brésil - URSS | 1-2   | Match amical                   |
| 14 juin 1982      | Séville        | Brésil - URSS | 2-1   | Coupe du monde 1982 (Groupe 6) |

Bilan
- Total de matchs disputés : 7
- Victoires de l'équipe du Brésil : 5
- Victoires de l'équipe d'URSS : 1
- Matchs nuls : 1

## C

### Cameroun
Confrontations entre l'équipe du Cameroun de football et l'équipe d'URSS de football :
| Date         | Lieu        | Match           | Score | Compétition                            |
| 18 juin 1990 | Bari Italie | Cameroun - URSS | 0-4   | Coupe du monde 1990 (phase de groupes) |

Bilan
- Total de matchs disputés : 1
- Victoires de l'équipe d'URSS : 1
- Victoires de l'équipe du Cameroun : 0
- Matchs nuls : 0

### Canada
| Date        | Lieu             | Match         | Score | Compétition         |
| 9 juin 1986 | Irapuato Mexique | Canada - URSS | 0 - 2 | Coupe du monde 1986 |

Bilan
- Total de matchs disputés : 1
- Victoires de l'équipe d'URSS : 1
- Victoires de l'équipe du Canada : 0
- Matchs nuls : 0

### Chili
Confrontations entre l'équipe du Chili de football et les équipes d'URSS et de Russie de football :
| Date              | Lieu                    | Match        | Score | Compétition                                                         |
| 22 novembre 1961  | Santiago Chili          | Chili - URSS | 0-1   | Match amical                                                        |
| 10 juin 1962      | Arica Chili             | Chili - URSS | 2-1   | Coupe du monde 1962 (Quarts de finale)                              |
| 23 février 1966   | Santiago Chili          | Chili - URSS | 0-2   | Match amical                                                        |
| 20 juillet 1966   | Sunderland Angleterre   | Chili - URSS | 1-2   | Coupe du monde 1966 (Phase de groupes)                              |
| 17 décembre 1967  | Santiago Chili          | Chili - URSS | 1-4   | Match amical                                                        |
| 26 septembre 1973 | Moscou Union soviétique | URSS - Chili | 0-0   | Qualifications pour la Coupe du monde 1974 (Barrages UEFA/CONMEBOL) |
| 21 novembre 1973  | Santiago Chili          | Chili - URSS | 1-0,  | Qualifications pour la Coupe du monde 1974 (Barrages UEFA/CONMEBOL) |

Bilan
- Total de matchs disputés : 7
- Victoires de l'équipe du Chili : 2
- Victoires de l'équipe de Russie : 4
- Matchs nuls : 1

### Chine
| Date           | Lieu        | Match        | Score | Compétition  |
| 3 octobre 1959 | Pékin Chine | Chine - URSS | 0-1   | Match amical |

Bilan
- Total de matchs disputés : 1
- Victoires de l'équipe d'URSS : 1
- Victoires de l'équipe de Chine : 0
- Matchs nuls : 0

### Chypre
| Date             | Lieu             | Match         | Score | Compétition                                      |
| 15 novembre 1970 | Chypre           | Chypre - URSS | 1 - 3 | Qualifications pour le Championnat d'Europe 1972 |
| 7 juin 1971      | Union soviétique | URSS - Chypre | 6 - 1 | Qualifications pour le Championnat d'Europe 1972 |
| 29 mai 1991      | Union soviétique | URSS - Chypre | 4 - 0 | Qualifications pour le Championnat d'Europe 1992 |
| 13 novembre 1991 | Chypre           | Chypre - URSS | 0 - 3 | Qualifications pour le Championnat d'Europe 1992 |

Bilan
- Total de matchs disputés : 4
- Victoires de l'équipe de Chypre : 0
- Victoires de l'équipe d'URSS : 4
- Matchs nuls : 0

### Colombie
Confrontations entre la Colombie et l'URSS
| Date            | Lieu        | Match           | Score | Compétition         |
| 3 juin 1962     | Arica       | Colombie - URSS | 4-4   | Coupe du monde 1962 |
| 20 février 1969 | Bogota      | Colombie - URSS | 1-3   | Match amical        |
| 20 février 1990 | Los Angeles | Colombie - URSS | 0-0   | Tournoi amical      |

Bilan
- Total de matchs disputés : 3
- Victoires de l'équipe d'URSS : 1
- Victoires de l'équipe de Colombie : 0
- Matchs nuls : 2

### Corée du Nord
| Date            | Lieu          | Match                | Score | Compétition                    |
| 12 juillet 1966 | Middlesbrough | Corée du Nord - URSS | 0 - 3 | Coupe du monde 1966 (Groupe D) |

Bilan
- Total de matchs disputés : 1
- Victoires de l'équipe de Corée du Nord : 0
- Victoires de l'équipe d'URSS : 1
- Matchs nuls : 0

### Costa Rica
Confrontations entre l'équipe d'URSS de football et l'équipe du Costa Rica de football.
| Date            | Lieu                   | Match             | Score | Compétition  |
| 22 février 1990 | Los Angeles États-Unis | Costa Rica - URSS | 1-2   | Match amical |

Bilan
- Total de matchs disputés : 1
- Victoires de l'équipe d'URSS : 1
- Victoires de l'équipe du Costa Rica : 0
- Matchs nuls : 0

## E

### Écosse
| Date           | Lieu             | Match         | Score | Compétition         |
| 10 mai 1967    | Écosse           | Écosse - URSS | 0-2   | Match amical        |
| 14 juin 1971   | Union soviétique | URSS - Écosse | 1-0   | Match amical        |
| 22 juin 1982   | Espagne          | Écosse - URSS | 2-2   | Coupe du monde 1982 |
| 6 février 1991 | Écosse           | Écosse - URSS | 0-1   | Match amical        |

Bilan
- Total de matchs disputés : 4
- Victoires de l'équipe d'URSS : 3
- Victoires de l'équipe d'Écosse : 0
- Matchs nuls : 1

### Espagne
| Date            | Lieu                    | Match          | Score | Compétition                     |
| 21 juin 1964    | Madrid Espagne          | Espagne - URSS | 2-1   | Euro 1964 (finale)              |
| 30 mai 1971     | Moscou Union soviétique | URSS - Espagne | 2-1   | Qualifications pour l'Euro 1972 |
| 27 octobre 1971 | Séville Espagne         | Espagne - URSS | 0-0   | Qualifications pour l'Euro 1972 |
| 22 janvier 1986 | Las Palmas Espagne      | Espagne - URSS | 2-0   | amical                          |

Bilan
- Total de matchs disputés : 4
- Victoires de l'équipe d'Espagne : 2
- Victoires de l'équipe d'URSS : 1
- Matchs nuls : 1

### États-Unis
Confrontations entre les États-Unis et l'Union soviétique:
| # | Date             | Lieu           | Match                         | Score | Compétition                  |
| 1 | 3 février 1979   | Seattle        | États-Unis - Union soviétique | 1-3   | Match amical                 |
| 2 | 11 février 1979  | San Francisco  | États-Unis - Union soviétique | 1-4   | Match amical                 |
| 3 | 24 février 1990  | Palo Alto      | États-Unis - Union soviétique | 1-3   | Match amical                 |
| 4 | 21 novembre 1990 | Port-d'Espagne | États-Unis - Union soviétique | 0-0   | Tournoi de Trinité-et-Tobago |

Bilan
En 4 confrontations, l'équipe des États-Unis a subi 4 revers face à l'équipe de l'Union soviétique.
| Rang | Équipe           | Pts | J | G | N | P | Bp | Bc | Diff |
| ---- | ---------------- | --- | - | - | - | - | -- | -- | ---- |
| 1    | Union soviétique | 10  | 4 | 3 | 1 | 0 | 10 | 3  | +7   |
| 2    | États-Unis       | 1   | 4 | 0 | 1 | 3 | 3  | 10 | -7   |

## F

### Finlande
| Date             | Lieu             | Match           | Score | Compétition                                      |
| 29 juin 1952     | Finlande         | Finlande - URSS | 0-2   | Match amical                                     |
| 27 juillet 1957  | Union soviétique | URSS - Finlande | 2-1   | Qualifications pour la Coupe du monde 1958       |
| 15 août 1957     | Finlande         | Finlande - URSS | 0-10  | Qualifications pour la Coupe du monde 1958       |
| 30 août 1967     | Union soviétique | URSS - Finlande | 2-0   | Qualifications pour le Championnat d'Europe 1968 |
| 6 septembre 1967 | Finlande         | Finlande - URSS | 2-5   | Qualifications pour le Championnat d'Europe 1968 |
| 16 juillet 1972  | Finlande         | Finlande - URSS | 1-1   | Match amical                                     |
| 5 avril 1978     | Union soviétique | URSS - Finlande | 10-2  | Match amical                                     |
| 4 juillet 1979   | Finlande         | Finlande - URSS | 1-1   | Qualifications pour le Championnat d'Europe 1980 |
| 31 octobre 1979  | Union soviétique | URSS - Finlande | 2-2   | Qualifications pour le Championnat d'Europe 1980 |
| 13 octobre 1982  | Union soviétique | URSS - Finlande | 2-0   | Qualifications pour le Championnat d'Europe 1984 |
| 1er juin 1983    | Finlande         | Finlande - URSS | 0-1   | Qualifications pour le Championnat d'Europe 1984 |
| 15 mai 1984      | Finlande         | Finlande - URSS | 1-3   | Match amical                                     |
| 7 mai 1986       | Union soviétique | URSS - Finlande | 0-0   | Match amical                                     |
| 17 août 1988     | Finlande         | Finlande - URSS | 0-0   | Match amical                                     |

Bilan
- Total de matchs disputés : 14
- Victoires de l'équipe de Finlande : 0
- Victoires de l'équipe d'URSS : 9
- Matchs nuls : 5

### France
|    | Date             | Lieu                    | Match         | Score | Compétition                                |
| 1  | 23 octobre 1955  | Moscou Union soviétique | URSS - France | 2-2   | Match amical                               |
| 2  | 21 octobre 1956  | Colombes France         | France - URSS | 2-1   | Match amical                               |
| 3  | 6 juin 1966      | Moscou Union soviétique | URSS - France | 3-3   | Match amical                               |
| 4  | 3 juin 1967      | Paris France            | France - URSS | 2-4   | Match amical                               |
| 5  | 13 octobre 1972  | Paris France            | France - URSS | 1-0   | Qualifications pour la Coupe du monde 1974 |
| 6  | 26 mai 1973      | Moscou Union soviétique | URSS- France  | 2-0   | Qualifications pour la Coupe du monde 1974 |
| 7  | 8 octobre 1977   | Paris France            | France - URSS | 0-0   | Match amical                               |
| 8  | 23 mai 1980      | Moscou Union soviétique | URSS- France  | 1-0   | Match amical                               |
| 9  | 23 mars 1983     | Paris France            | France - URSS | 1-1   | Match amical                               |
| 10 | 5 juin 1986      | León Mexique            | France - URSS | 1-1   | Coupe du monde 1986 (Groupe C)             |
| 11 | 11 octobre 1986  | Paris France            | France - URSS | 0-2   | Qualifications pour l'Euro 1988            |
| 12 | 9 septembre 1987 | Moscou Union soviétique | URSS - France | 1-1   | Qualifications pour l'Euro 1988            |

| Rencontres | Victoires | Nuls | Défaites | Buts pour | Buts contre | Différence |
| ---------- | --------- | ---- | -------- | --------- | ----------- | ---------- |
| 12         | 2         | 6    | 4        | 13        | 18          | -5         |

## G

### Grèce
Confrontations entre la Grèce et l'équipe de l'Union Soviétique
| Date              | Lieu                      | Match        | Score | Compétition                                      |
| 23 mai 1965       | Moscou Union soviétique   | URSS - Grèce | 3-1   | Qualifications pour la Coupe du monde 1966       |
| 3 octobre 1965    | Le Pirée Grèce            | Grèce - URSS | 1-4   | Qualifications pour la Coupe du monde 1966       |
| 16 juillet 1967   | Tbilissi Union soviétique | URSS - Grèce | 4-0   | Qualifications pour le Championnat d'Europe 1968 |
| 31 octobre 1967   | Le Pirée Grèce            | Grèce - URSS | 0-1   | Qualifications pour le Championnat d'Europe 1968 |
| 24 avril 1977     | Union soviétique          | URSS - Grèce | 2-0   | Qualifications pour la Coupe du monde 1978       |
| 10 mai 1977       | Grèce                     | Grèce - URSS | 1-0   | Qualifications pour la Coupe du monde 1978       |
| 20 septembre 1978 | Union soviétique          | URSS - Grèce | 2-0   | Qualifications pour le Championnat d'Europe 1980 |
| 12 septembre 1979 | Grèce                     | Grèce - URSS | 1-0   | Qualifications pour le Championnat d'Europe 1980 |
| 10 mars 1982      | Grèce                     | Grèce - URSS | 0-2   | Match amical                                     |
| 23 septembre 1987 | Union soviétique          | URSS - Grèce | 3-0   | Match amical                                     |
| 23 mars 1988      | Grèce                     | Grèce - URSS | 0-4   | Match amical                                     |

Bilan
- Matchs joués : 11
- Victoires de l'équipe d'Union Soviétique : 9
- Victoires de la Grèce : 2
- Matchs nuls : 0

### Guatemala
| Date             | Lieu                       | Match            | Score | Compétition |
| 30 novembre 1990 | Guatemala Ciudad Guatemala | Guatemala - URSS | 0-3   | amical      |

Bilan
- Total de matchs disputés : 1
- Victoires de l'équipe de Russie : 1
- Victoires de l'équipe du Guatemala : 0
- Matchs nuls : 0

## I

### Irlande du Nord
Confrontations entre l'équipe d'Irlande du Nord de football et l'équipe d'URSS de football :
| Date              | Lieu                    | Match                  | Score | Compétition                                |
| 10 septembre 1969 | Belfast Irlande du Nord | Irlande du Nord - URSS | 0-0   | Qualifications pour la Coupe du monde 1970 |
| 22 octobre 1969   | Moscou Union soviétique | URSS - Irlande du Nord | 2-0   | Qualifications pour la Coupe du monde 1970 |
| 22 septembre 1971 | Moscou Union soviétique | URSS - Irlande du Nord | 1-0   | Qualifications pour l'Euro 1972            |
| 13 octobre 1971   | Belfast Irlande du Nord | Irlande du Nord - URSS | 1-1   | Qualifications pour l'Euro 1972            |

Bilan
- Total de matchs disputés : 4
- Victoires de l'équipe d'Irlande du Nord : 0
- Victoires de l'équipe d'URSS : 2
- Matchs nuls : 2

### Italie
Confrontations entre l'équipe d'Italie de football et l'URSS :
| Date              | Lieu                           | Match         | Score | Compétition                     |
| 13 octobre 1963   | Moscou Union soviétique        | URSS - Italie | 2-0   | Qualifications pour l'Euro 1964 |
| 10 novembre 1963  | Rome Italie                    | Italie - URSS | 1-1   | Qualifications pour l'Euro 1964 |
| 16 juillet 1966   | Sunderland Angleterre          | Italie - URSS | 0-1   | Coupe du monde 1966 (Groupe D)  |
| 1er novembre 1966 | Milan Italie                   | Italie - URSS | 1-0   | Match amical                    |
| 5 juin 1968       | Naples Italie                  | Italie - URSS | 0-0   | Euro 1968 (Demi-finale)         |
| 8 juin 1975       | Moscou Union soviétique        | URSS - Italie | 1-0   | Match amical                    |
| 20 février 1988   | Bari Italie                    | Italie - URSS | 4-1   | Match amical                    |
| 22 juin 1988      | Stuttgart Allemagne de l'Ouest | URSS - Italie | 2-0   | Euro 1988 (Demi-finale)         |
| 3 novembre 1990   | Rome Italie                    | Italie - URSS | 0-0   | Qualifications pour l'Euro 1992 |
| 16 juin 1991      | Stockholm Suède                | Italie - URSS | 1-1   | Tournoi amical                  |
| 12 octobre 1991   | Moscou Union soviétique        | URSS - Italie | 0-0   | Qualifications pour l'Euro 1992 |

Bilan
- Total de matchs disputés : 11
- Victoires de l'équipe d'Italie : 2
- Victoires de l'équipe d’URSS : 4
- Matchs nuls : 5

## J

### Japon
Confrontations entre l'équipe du Japon de football et les équipes d'URSS de football.
| Date             | Lieu        | Match        | Score | Compétition |
| 19 novembre 1978 | Tokyo Japon | Japon - URSS | 1-4   | amical      |
| 23 novembre 1978 | Tokyo Japon | Japon - URSS | 1-4   | amical      |
| 26 novembre 1978 | Osaka Japon | Japon - URSS | 0-3   | amical      |

Bilan
- Total de matchs disputés : 3
- Victoires de l'équipe d'URSS : 3
- Victoires de l'équipe du Japon : 0
- Matchs nuls : 0

## K

### Koweït
Confrontations entre le Koweït et l'URSS en matchs officiels :
| Date             | Lieu   | Match         | Score | Compétition  |
| 23 novembre 1988 | Koweït | Koweït - URSS | 0-1   | Match amical |
| 27 novembre 1988 | Koweït | Koweït - URSS | 0-2   | Match amical |

Bilan
- Total de matchs disputés : 2
- Victoires du Koweït : 0
- Victoires de l'URSS : 2
- Match nul : 0

## L

### Luxembourg
Confrontations entre le Luxembourg et l'URSS en matchs officiels :
| Date          | Lieu       | Match             | Score | Compétition  |
| 11 avril 1962 | Luxembourg | Luxembourg - URSS | 1-3   | Match amical |

Bilan
- Total de matchs disputés : 1
- Victoires de l'équipe d'URSS : 1
- Victoires de l'équipe du Luxembourg : 0
- Matchs nuls : 0

## M

### Maroc
Confrontations entre l'équipe d'URSS de football et l'équipe du Maroc de football
| Date             | Lieu             | Match        | Score | Compétition    |
| 1er janvier 1963 | Casablanca Maroc | Maroc - URSS | 1-1   | Match amical   |
| 26 février 1978  | Marrakech Maroc  | Maroc - URSS | 2-3   | Match amical   |
| 2 février 1985   | Cochin Inde      | Maroc - URSS | 0-1   | Tournoi amical |

Bilan
- Total de matchs disputés : 3
- Victoires de l'équipe d'URSS : 2
- Victoires de l'équipe du Maroc : 0
- Matchs nuls : 1

### Mexique
Confrontations entre l'équipe du Mexique de football et l'équipe d'URSS de football :
| Date            | Lieu             | Match          | Score | Compétition         |
| 28 mai 1967     | Union soviétique | URSS - Mexique | 2-0   | Amical              |
| 3 mars 1968     | Mexique          | Mexique - URSS | 0-0   | Amical              |
| 7 mars 1968     | Mexique          | Mexique - URSS | 1-1   | Amical              |
| 10 mars 1968    | Mexique          | Mexique - URSS | 0-0   | Amical              |
| 26 février 1970 | Mexique          | Mexique - URSS | 0-0   | Amical              |
| 31 mai 1970     | Mexique          | Mexique - URSS | 0-0   | Coupe du monde 1970 |
| 17 février 1971 | Mexique          | Mexique - URSS | 0-0   | Amical              |
| 19 février 1971 | Mexique          | Mexique - URSS | 0-0   | Amical              |
| 6 janvier 1979  | Mexique          | Mexique - URSS | 1-0   | Amical              |
| 31 janvier 1979 | États-Unis       | URSS - Mexique | 1-0   | Amical              |
| 8 février 1979  | Mexique          | Mexique - URSS | 1-1   | Amical              |
| 19 août 1984    | Union soviétique | URSS - Mexique | 3-0   | Amical              |
| 19 février 1986 | Mexique          | Mexique - URSS | 1-0   | Amical              |

Bilan
- Total de matchs disputés : 13
- Victoires de l'équipe du Mexique : 2
- Victoires de l'équipe d'URSS : 3
- Matchs nuls : 8

## N

### Norvège
Confrontations entre l'équipe de Norvège de football et l'équipe d'URSS de football :
| Date              | Lieu             | Match          | Score | Compétition                                      |
| septembre 1930    | Norvège          | Norvège - URSS | 0-4   | Match amical                                     |
| 1er juillet 1961  | Union soviétique | URSS - Norvège | 5-2   | Qualifications pour la Coupe du monde 1962       |
| 23 août 1961      | Norvège          | Norvège - URSS | 0-3   | Qualifications pour la Coupe du monde 1962       |
| 10 octobre 1984   | Norvège          | Norvège - URSS | 1-1   | Qualifications pour la Coupe du monde 1986       |
| 30 octobre 1985   | Union soviétique | URSS - Norvège | 1-0   | Qualifications pour la Coupe du monde 1986       |
| 29 octobre 1986   | Union soviétique | URSS - Norvège | 4-0   | Qualifications pour le Championnat d'Europe 1988 |
| 3 juin 1987       | Norvège          | Norvège - URSS | 0-1   | Qualifications pour le Championnat d'Europe 1988 |
| 12 septembre 1990 | Union soviétique | URSS - Norvège | 2-0   | Qualifications pour le Championnat d'Europe 1992 |
| 28 août 1991      | Norvège          | Norvège - URSS | 0-1   | Qualifications pour le Championnat d'Europe 1992 |

Bilan
- Total de matchs disputés : 9
- Victoires de l'équipe de Norvège : 0
- Victoires de l'équipe d'URSS : 8
- Matchs nuls : 1

### Nouvelle-Zélande
Confrontations entre l'équipe de Nouvelle-Zélande de football et l'équipe d'URSS de football
| Date         | Lieu           | Match                   | Score | Compétition         |
| 19 juin 1982 | Malaga Espagne | Nouvelle-Zélande - URSS | 0-3   | Coupe du monde 1982 |

Bilan
- Total de matchs disputés : 1
- Victoires de l'équipe d'URSS : 1
- Victoires de l'équipe de Nouvelle-Zélande : 0
- Matchs nuls : 0

## P

### Pays-Bas
| Date             | Lieu                         | Match           | Score | Compétition          |
| 29 novembre 1967 | Rotterdam Pays-Bas           | Pays-Bas - URSS | 3-1   | Match amical         |
| 5 octobre 1977   | Rotterdam Pays-Bas           | Pays-Bas - URSS | 0-0   | Match amical         |
| 12 juin 1988     | Cologne Allemagne de l'Ouest | Pays-Bas - URSS | 0-1   | Euro 1988 (1er tour) |
| 25 juin 1988     | Munich Allemagne de l'Ouest  | Pays-Bas - URSS | 2-0   | Euro 1988 (finale)   |
| 22 mars 1989     | Eindhoven Pays-Bas           | Pays-Bas - URSS | 2-0   | Match amical         |
| 28 mars 1990     | Kiev Union soviétique        | URSS - Pays-Bas | 2-1   | Match amical         |

Bilan
- Total de matchs disputés : 6
- Victoires de l'équipe des Pays-Bas : 3
- Victoires des équipes d'URSS : 2
- Matchs nuls : 1

### Pays de Galles
Confrontations entre l'équipe du pays de Galles de football et les équipes d'URSS et de Russie de football :
| Date             | Lieu                      | Match                 | Score | Compétition                                |
| 30 mai 1965      | Moscou Union soviétique   | URSS - pays de Galles | 2-1   | Qualifications pour la Coupe du monde 1966 |
| 27 octobre 1965  | Cardiff Pays de Galles    | Pays de Galles - URSS | 2-1   | Qualifications pour la Coupe du monde 1966 |
| 30 mai 1981      | Wrexham Pays de Galles    | pays de Galles - URSS | 0-0   | Qualifications pour la Coupe du monde 1982 |
| 18 novembre 1981 | Tbilissi Union soviétique | URSS - pays de Galles | 3-0   | Qualifications pour la Coupe du monde 1982 |
| 18 février 1987  | Swansea Pays de Galles    | pays de Galles - URSS | 0-0   | Match amical                               |

Bilan
- Total de matchs disputés : 5
- Victoires de l'équipe du pays de Galles : 1
- Victoires de l'équipe d'URSS : 2
- Matchs nuls : 2

### Pérou
Confrontations entre l'équipe d'URSS de football et l'équipe du Pérou de football
| Date            | Lieu                  | Match        | Score | Compétition  |
| 14 février 1970 | Lima Pérou            | Pérou - URSS | 0-0   | Match amical |
| 20 février 1970 | Lima Pérou            | Pérou - URSS | 0-2   | Match amical |
| 19 avril 1972   | Kiev Union soviétique | URSS - Pérou | 2-0   | Match amical |

Bilan
- Total de matchs disputés : 3
- Victoires de l'équipe d'URSS : 2
- Victoires de l'équipe du Pérou : 0
- Matchs nuls : 1

### Portugal
Confrontations entre l'équipe du Portugal de football et l'équipe d'URSS de football :
| Date             | Lieu                    | Match           | Score | Compétition                                  |
| 28 juillet 1966  | Londres Angleterre      | Portugal - URSS | 2-1   | Coupe du monde 1966 (Match pour la 3e place) |
| 6 juillet 1972   | Belo Horizonte Brésil   | Portugal - URSS | 1-0   | Coupe de l'Indépendance du Brésil            |
| 27 avril 1983    | Moscou Union soviétique | URSS - Portugal | 5-0   | Qualifications pour l'Euro 1984              |
| 13 novembre 1983 | Lisbonne Portugal       | Portugal - URSS | 1-0   | Qualifications pour l'Euro 1984              |

Bilan
- Total de matchs disputés : 4
- Victoires de l'équipe du Portugal : 3
- Victoires de l'équipe d'URSS : 1
- Matchs nuls : 0

## S

### El Salvador
| Date            | Lieu                  | Match           | Score | Compétition                            |
| 22 février 1970 | San Salvador Salvador | Salvador - URSS | 0 - 2 | Match amical                           |
| 10 juin 1970    | Mexico Mexique        | Salvador - URSS | 0 - 2 | Coupe du monde 1970 (phase de groupes) |
| 28 février 1971 | San Salvador Salvador | Salvador - URSS | 0 - 1 | Match amical                           |

Bilan
- Total de matchs disputés : 3
- Victoires de l'équipe d'URSS : 3
- Matchs nuls : 0
- Victoires de l'équipe du Salvador : 0

## Suède
| Date             | Lieu                 | Match        | Score | Compétition                                            |
| 8 septembre 1954 | Union soviétique     | URSS - Suède | 7-0   | Match amical                                           |
| 26 juin 1955     | Suède                | Suède - URSS | 0-6   | Match amical                                           |
| 19 juin 1958     | Suède                | Suède - URSS | 2-0   | Coupe du monde de football de 1958                     |
| 18 avril 1962    | Suède                | Suède - URSS | 0-2   | Match amical                                           |
| 22 mai 1963      | Union soviétique     | URSS - Suède | 0-1   | Match amical                                           |
| 13 mai 1964      | Suède                | Suède - URSS | 1-1   | Éliminatoires du Championnat d'Europe de football 1964 |
| 27 mai 1964      | Union soviétique     | URSS - Suède | 3-1   | Éliminatoires du Championnat d'Europe de football 1964 |
| 1er août 1968    | Suède                | Suède - URSS | 2-2   | Match amical                                           |
| 6 août 1969      | Union soviétique     | URSS - Suède | 0-1   | Match amical                                           |
| 6 août 1972      | Suède                | Suède - URSS | 4-4   | Match amical                                           |
| 5 août 1973      | Union soviétique     | URSS - Suède | 0-0   | Match amical                                           |
| 19 avril 1979    | Union soviétique     | URSS - Suède | 2-0   | Match amical                                           |
| 29 avril 1980    | Suède                | Suède - URSS | 1-5   | Match amical                                           |
| 3 juin 1982      | Suède                | Suède - URSS | 1-1   | Match amical                                           |
| 20 août 1986     | Suède                | Suède - URSS | 0-0   | Match amical                                           |
| 18 avril 1987    | Union soviétique     | URSS - Suède | 1-3   | Match amical                                           |
| 2 avril 1988     | Allemagne de l'Ouest | URSS - Suède | 0-2   | Tournoi amical                                         |
| 13 juin 1991     | Suède                | Suède - URSS | 2-3   | Tournoi amical                                         |

Bilan
- Total de matchs disputés : 18
- Victoires de l'équipe d'URSS : 7
- Victoires de l'équipe de Suède : 5
- Matchs nuls : 6

### Syrie
Confrontations entre l'équipe de Syrie de football et l'équipe d'URSS :
| Date             | Lieu        | Match        | Score | Compétition  |
| 21 novembre 1988 | Damas Syrie | Syrie - URSS | 0-2   | Match amical |

Bilan
- Total de matchs disputés : 1
- Victoires de l'équipe de Syrie : 0
- Victoires de l'équipe d'URSS : 1
- Matchs nuls : 0

## T

### Trinité-et-Tobago
Confrontations entre l'équipe de Trinité-et-Tobago de football et l'équipe d'URSS de football :
| Date             | Lieu                             | Match                    | Score | Compétition    |
| 23 novembre 1990 | Port-d'Espagne Trinité-et-Tobago | Trinité-et-Tobago - URSS | 0-2   | Tournoi amical |

Bilan
- Total de matchs disputés : 1
- Victoires de l'équipe de Trinité-et-Tobago : 0
- Victoires de l'équipe d'URSS : 1
- Matchs nuls : 0

### Tunisie
Voici la liste des confrontations entre les équipes d'URSS et l'équipe de Tunisie de football :
| Date         | Lieu             | Match          | Score | Compétition  |
| 20 mars 1977 | Tunis ( Tunisie) | Tunisie - URSS | 0-3   | Match amical |

Bilan
- Total de matchs disputés : 1
- Victoires de l'équipe d'URSS : 1
- Victoires de l'équipe de Tunisie : 0
- Matchs nuls : 0

### Turquie
Confrontations entre l'équipe de Turquie de football et l'équipe d'Équipe d'Union soviétique de football.
| Date              | Lieu                    | Match          | Score | Compétition                                      |
| 16 novembre 1924  | Moscou Union soviétique | URSS - Turquie | 3-0   | Match amical                                     |
| 15 mai 1925       | Turquie                 | Turquie - URSS | 1-2   | Match amical                                     |
| 20 août 1931      | Union soviétique        | URSS - Turquie | 3-2   | Match amical                                     |
| 21 octobre 1932   | Turquie                 | Turquie - URSS | 2-2   | Match amical                                     |
| 23 octobre 1932   | Turquie                 | Turquie - URSS | 0-4   | Match amical                                     |
| 27 octobre 1932   | Turquie                 | Turquie - URSS | 0-1   | Match amical                                     |
| 30 octobre 1932   | Turquie                 | Turquie - URSS | 2-3   | Match amical                                     |
| 30 juillet 1933   | Union soviétique        | URSS - Turquie | 1-2   | Match amical                                     |
| 7 août 1934       | Union soviétique        | URSS - Turquie | 2-1   | Match amical                                     |
| 13 octobre 1935   | Turquie                 | Turquie - URSS | 1-2   | Match amical                                     |
| 15 octobre 1935   | Turquie                 | Turquie - URSS | 2-2   | Match amical                                     |
| 19 octobre 1935   | Turquie                 | Turquie - URSS | 3-3   | Match amical                                     |
| 21 octobre 1935   | Turquie                 | Turquie - URSS | 2-3   | Match amical                                     |
| 25 octobre 1935   | Turquie                 | Turquie - URSS | 1-2   | Match amical                                     |
| 27 octobre 1935   | Turquie                 | Turquie - URSS | 3-3   | Match amical                                     |
| 18 juin 1961      | Union soviétique        | URSS - Turquie | 1-0   | Qualifications pour la Coupe du monde 1962       |
| 12 novembre 1961  | Turquie                 | Turquie - URSS | 1-2   | Qualifications pour la Coupe du monde 1962       |
| 16 octobre 1961   | Union soviétique        | URSS - Turquie | 0-2   | Match amical                                     |
| 11 mars 1969      | Iran                    | URSS - Turquie | 2-0   | Friendship Cup                                   |
| 15 octobre 1969   | Union soviétique        | URSS - Turquie | 3-0   | Qualifications pour la Coupe du monde 1970       |
| 16 novembre 1969  | Turquie                 | Turquie - URSS | 1-3   | Qualifications pour la Coupe du monde 1970       |
| 2 avril 1975      | Union soviétique        | URSS - Turquie | 3-0   | Qualifications pour le Championnat d'Europe 1976 |
| 23 novembre 1975  | Turquie                 | Turquie - URSS | 1-0   | Qualifications pour le Championnat d'Europe 1976 |
| 5 octobre 1978    | Turquie                 | Turquie - URSS | 0-2   | Match amical                                     |
| 23 septembre 1981 | Union soviétique        | URSS - Turquie | 4-0   | Qualifications pour la Coupe du monde 1982       |
| 7 octobre 1981    | Turquie                 | Turquie - URSS | 0-3   | Qualifications pour la Coupe du monde 1982       |
| 10 mai 1989       | Turquie                 | Turquie - URSS | 0-1   | Qualifications pour la Coupe du monde 1990       |
| 15 novembre 1989  | Union soviétique        | URSS - Turquie | 2-0   | Qualifications pour la Coupe du monde 1990       |

Bilan
- Total de matchs disputés : 28
- Victoires de l'équipe d'URSS : 21
- Victoires de l'équipe de Turquie : 3
- Matchs nuls : 4

## U

### Uruguay
Confrontations entre l'équipe d'Uruguay de football et l'équipe d'URSS.
| Date             | Lieu             | Match          | Score | Compétition             |
| 29 novembre 1961 | Uruguay          | Uruguay - URSS | 1-2   | Match amical            |
| 27 avril 1962    | Union soviétique | URSS - Uruguay | 5-0   | Match amical            |
| 6 juin 1962      | Chili            | URSS - Uruguay | 2-1   | Coupe du monde 1962     |
| 20 mai 1964      | Union soviétique | URSS - Uruguay | 1-0   | Match amical            |
| 4 décembre 1964  | Uruguay          | Uruguay - URSS | 1-3   | Match amical            |
| 14 juin 1970     | Mexique          | Uruguay - URSS | 1-0   | Coupe du monde 1970     |
| 29 juin 1972     | Brésil           | URSS - Uruguay | 1-0   | Coupe de l'Indépendance |

Bilan
- Total de matchs disputés : 7
- Victoires de l'équipe d'URSS : 6
- Victoires de l'équipe d'Uruguay : 1
- Matchs nuls : 0